# Duesenberg Modelo A
El Modelo A de Duesenberg fue el primer automóvil producido en serie en disponer de frenos hidráulicos y el primero producido en serie en los Estados Unidos con un motor de ocho cilindros en línea. Oficialmente conocido como Duesenberg Straight Eight, el Modelo A se mostró por primera vez a finales de 1920 en la ciudad de Nueva York. La producción se retrasó por cambios sustanciales en el diseño del automóvil, incluido un cambio en el tren de válvulas del motor de válvulas horizontales a un árbol de levas a la cabeza. También durante este tiempo, la compañía trasladó su sede y fábrica de Nueva Jersey a Indiana. El Modelo A fue fabricado en Indianápolis, Indiana, de 1921 a 1925 por la Duesenberg Automobiles and Motors Company y de 1925 a 1926 en la misma fábrica por la reestructurada Duesenberg Motor Company. Los sucesores de la compañía comenzaron a referirse al automóvil como el Modelo A cuando se presentó el Modelo J.

## Antecedentes
Fred y August Duesenberg construyeron aviones y motores marinos durante la Primera Guerra Mundial, y utilizaron este conocimiento para diseñar y construir motores de carreras y diseñar un automóvil. Duesenberg Motors se constituyó en Delaware para fabricar y comercializar la producción de automóviles, mientras que Duesenberg Brpthers, una organización independiente, se dedicó a la construcción de coches y de motores de carreras.

## Introducción y retraso inicial
El Duesenberg de ocho cilindros en línea se presentó a finales de 1920 en el Hotel Commodore de la ciudad de Nueva York, pero su producción no comenzó hasta finales de 1921. La razón principal del retraso fue la decisión de Fred Duesenberg de rediseñar varios aspectos del coche, incluyendo el tren de válvulas. Además, la sede y las instalaciones de fabricación de los automóviles y Duesenberg Motors Company se trasladaron de Newark a Indianápolis por entonces. El traslado se completó en mayo de 1921, pero el nuevo diseño todavía no.

## Diseño e ingeniería

### Tren de transmisión
El Modelo A fue el primer coche de producción en serie en los Estados Unidos con un motor de ocho cilindros en línea. Tenía un bloque y una culata desmontable ambos de hierro fundido, y un cárter de aluminio. El cigüeñal tenía tres puntos de apoyo con cojinetes. Mientras que el prototipo mostrado cuando se introdujo el modelo tenía válvulas horizontales del tipo utilizado en los motores de carreras náuticas diseñados anteriormente por Duesenberg, el modelo finalmente producido tenía un soloárbol de levas en cabeza accionado mediante un eje, que utilizaba balancines para operar dos válvulas por cilindro situadas sobre una cámara de combustión hemisférica.
El motor utilizaba un solo carburador Stromberg en las primeras versiones, sustituido por un Schebler. Estaba situado en el lado derecho del motor, de modo que la mezcla entraba en un solo paso a través del colector de admisión hacia el bloque del motor. La ignición empleaba una bobina y un ruptor Delco, con la distribución situada en el extremo de la unidad que servía de generador y de motor de arranque.
Con un diámetro de 2,875 plg (73,0 mm) y una carrera de 5 plg (127 mm), el motor tenía un desplazamiento de 260 plg³ (4,3 L). La relación de compresión estándar de 5:1 permitía obtener 88 HP (65,6 kW) a 3600 rpm y 170 lb·pie (230,5 N·m) de par motor a 1500 rpm.
Un embrague en seco de placa única y una caja de cambios de tres marchas no sincronizadas estaban atornillados al motor. La caja de cambios era operada directamente con una palanca de cambio central. El eje de transmisión estaba encerrado en un tubo de empuje y conducía el eje trasero vivo a través de un sistema de tornillo sin fin.

### Chasis
El chasis se basó en una estructura de acero prensado con largueros de sección acanalada y travesaños tanto mecanizados como tubulares. La suspensión trasera utilizaba ballestas semielípticas y amortiguadores Watson delante y detrás, con un eje de viga tubular en la parte delantera y un eje vivo y tirantes de reacción en la parte trasera. El modelo estándar tenía una batalla de 134 pulgadas (3403,6 mm), con una distancia entre ejes de 141 pulgadas (3581,4 mm) disponible para las carrocerías con capacidad para siete pasajeros. Las vías delantera y trasera eran ambas de 56 pulgadas (1422,4 mm), y montaba llantas de radios de alambre con bloqueo central y cuatro neumáticos de 5"x33".
También se convirtió en el primer automóvil de serie en utilizar frenos hidráulicos en las cuatro ruedas. Los frenos de las ruedas delanteras tenían 16 pulgadas (406,4 mm) de diámetro, y disponían de aletas para disipar el calor. El fluido utilizado en el sistema de accionamiento era una mezcla de glicerina y agua.

## Recepción

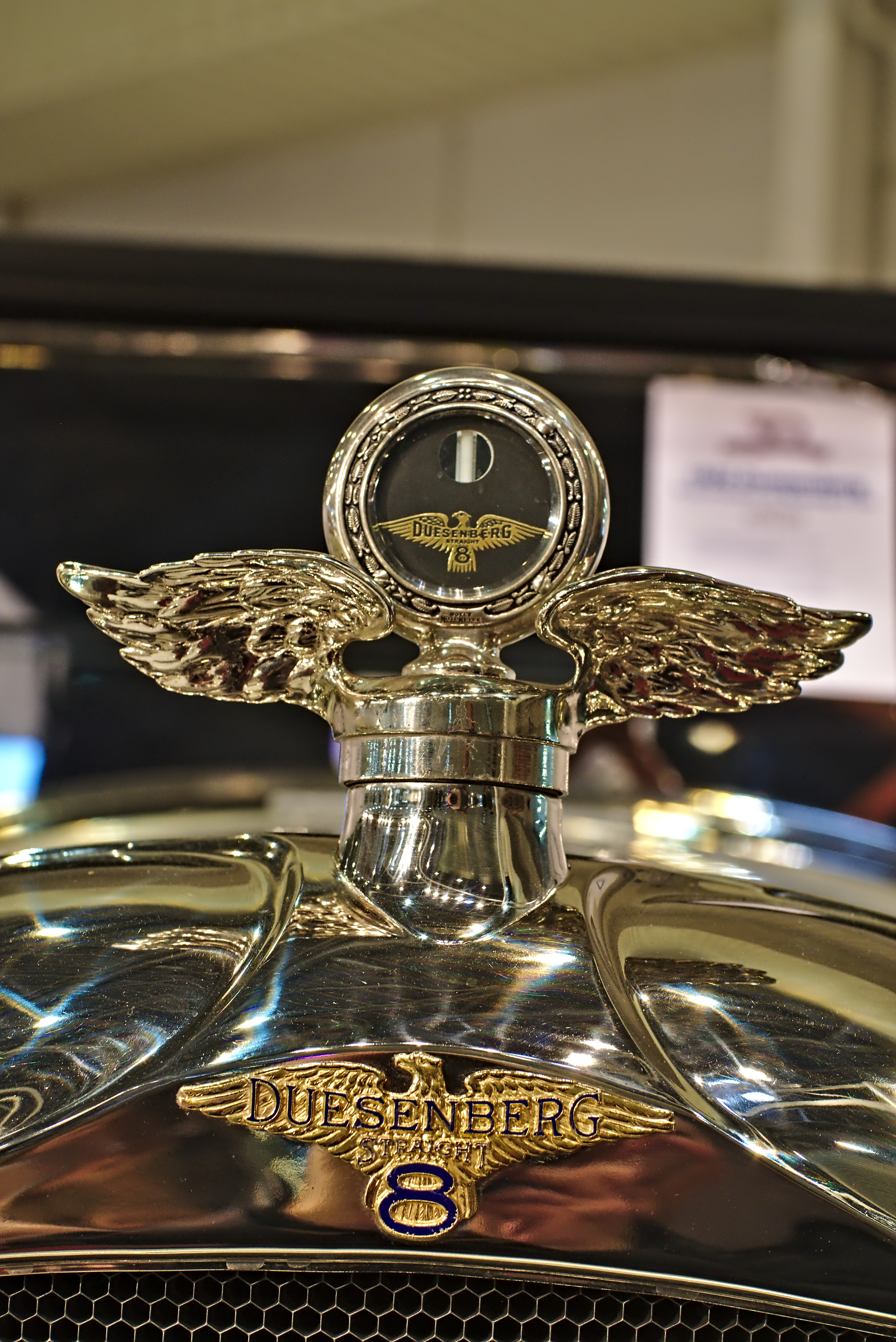
Emblema y mascota del Duesenberg Modelo A

El objetivo de producción inicial fue de 100 coches al mes. Pero a finales de 1922, después de poco más de un año, no se había llegado a construir 150 unidades. La producción continuó a través de varios cambios en la gestión, incluyendo la suspensión de pagos en enero de 1924 de la compañía, la reestructuración del negocio para crear la Duesenberg Motor Company en febrero de 1925, y la adquisición de la empresa por parte de E. L. Cord en octubre de 1926. Cuando Cord dio por terminada la producción del modelo en 1926, se habían construido unas 650 unidades del Modelo A.

## Legado
El Duesenberg Modelo X, un derivado del Modelo A, tuvo una producción corta en 1927. Se fabricaron alrededor de doce unidades. Tenía un motor con el mismo diámetro y carrera que su predecesor, pero con una culata sin flujo cruzado. El motor rendía 100 caballos (74,6 kW), y el chasis tenía una distancia entre ejes de 135 pulgadas (3429,0 mm).
A pesar de sus primicias automotrices regionales y mundiales, el Modelo A ha sido oscurecido por el posterior Modelo J.. Su nombre original, Straight Eight (haciendo referencia a su motor de ocho cilindros en línea), pasó a denominarse "Modelo A" tras la introducción del modelo J.